# Чурович, Деян
Деян Чу́рович (серб. кир. Дејан Чуровић; 10 августа 1968, Земун, Белград — 11 августа 2019, Белград) — югославский и сербский футболист, играл на позиции нападающего.

## Биография

### Игровая карьера
В течение семи сезонов Чурович играл за «Земун», в том числе и во Второй лиге Югославии. В 1990 году «Земун» вышел в Первую лигу. В 1993 году Чурович перешёл в белградский «Партизан» и вместе с Саво Милошевичем составил сильную пару форвардов столичного клуба. В составе «чёрно-белых» завоевал «золотой дубль» — чемпионский титул и Кубок Югославии в 1994 году.
В 1994 году Чурович отправился в Нидерланды, где присоединился к клубу «Витесс». Дебютировал в Эредивизи за новую команду 18 сентября 1994 года в матче с клубом «Рода» (1:1), выйдя на замену на 74-й минуте вместо Эдварда Стюринга. Всего за «жёлто-чёрных» отыграл шесть сезонов, сыграв в чемпионате страны 109 матчей и забил 41 гол. В 2000 году перешёл в «Гронинген», в котором играл в течение трёх сезонов и завершил игровую карьеру.

### Карьера функционера
В июне 2011 года был назначен спортивным директором клуба «Инджия».

### Смерть
Скончался 11 августа 2019 года в Белграде от лейкемии через день после своего 51-летия.

## Достижения
«Земун»
- Победитель Второй лиги Югославии[англ.] (1) : 1989/90

«Партизан» (Белград)
- Чемпион Союзной Республики Югославии (1) : 1993/94
- Обладатель Кубка Союзной Республики Югославия (1) : 1993/94